# لیودون
لیودون(نام علمی: Liodon) نام یک سرده از تیره موساسوریان است.